# Viscount Monckton of Brenchley

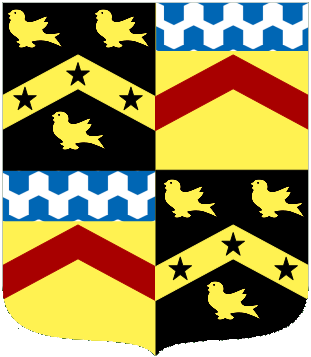
Wappen der Viscounts Monckton of Brenchley

Viscount Monckton of Brenchley, of Brenchley in the County of Kent, ist ein erblicher britischer Adelstitel in der Peerage of the United Kingdom.

## Verleihung
Der Titel wurde am 11. Februar 1957 für den Unterhausabgeordneten und Paymaster General Sir Walter Turner Monckton, geschaffen. Dieser 1951 bis 1955 Arbeitsminister und 1955 bis 1956 Verteidigungsminister gewesen.

## Liste der Viscounts Monckton of Brenchley (1957)
- Walter Monckton, 1. Viscount Monckton of Brenchley (1891–1965)
- Gilbert Monckton, 2. Viscount Monckton of Brenchley (1915–2006)
- Christopher Monckton, 3. Viscount Monckton of Brenchley (* 1952)

Mutmaßlicher Titelerbe (Heir Presumptive) ist der Bruder des aktuellen Titelinhabers, Hon. Timothy Monckton (* 1955).